# Frank Tarr
Pour les articles homonymes, voir Tarr (homonymie).
Francis Nathaniel « Frank » Tarr, né le 14 août 1887 à Ironville dans le Derbyshire en Angleterre, et mort le 18 juillet 1915, est un joueur international anglais de rugby à XV. Il a joué pour les Leicester Tigers. Il devient plus tard solicitor. Il décède en Belgique pendant la première Guerre mondiale.

## Biographie
Frank Tarr compte quatre sélections avec l'équipe d'Angleterre de 1909 à 1913. Frank Tarr reçoit sa première cape à l'âge de 21 ans le 9 janvier 1909 contre les Australiens. Il joue deux autres rencontres internationales en 1909, inscrivant notamment deux essais contre la France. Sa dernière sélection a lieu contre l'Écosse le 15 mars 1913.

## Palmarès
Frank Tarr remporte une victoire dans le Tournoi des Cinq Nations : un Grand Chelem en 1913.
| Édition                       | Rang | Résultats Angleterre | Résultats R. Poulton-Palmer | Matchs R. Poulton-Palmer |
| ----------------------------- | ---- | -------------------- | --------------------------- | ------------------------ |
| Tournoi britannique 1909      | 3    | 1 v, 0 n, 2 d        | 1 v, 0 n, 0 d               | 1/3                      |
| Tournoi des Cinq Nations 1913 | 1    | 4 v, 0 n, 0 d        | 1 v, 0 n, 0 d               | 1/4                      |

Légende : v = victoire ; n = match nul ; d = défaite ; la ligne est en gras quand il y a grand Chelem.

## Statistiques en équipe nationale

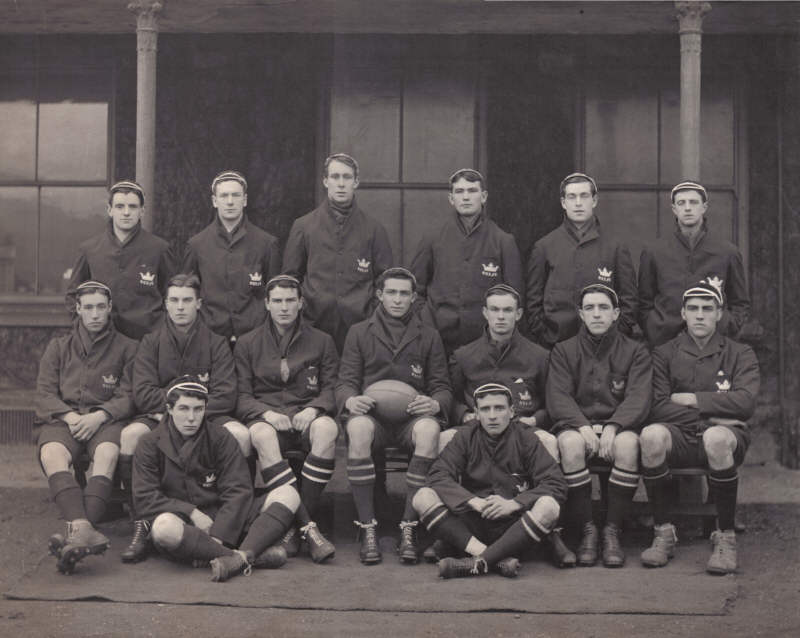
1907 University of Oxford Rugby XV. Frank Tarr is standing on the far right.

Entre 1909 et 1913, Frank Tarr dispute quatre matchs avec l'équipe d'Angleterre au cours desquels il marque deux essais. Il participe notamment à deux Tournois des Cinq Nations ou Tournois britanniques.